# (8513) 1991 PK11
(8513) 1991 PK11 là một tiểu hành tinh vành đai chính. Nó được phát hiện bởi Henry E. Holt ở Đài thiên văn Palomar ở Quận San Diego, California, ngày 9 tháng 8 năm 1991.